# Skilanglauf-Marathon-Cup 2003/04
Der Skilanglauf-Marathon-Cup 2003/04 war eine vom Weltskiverband FIS ausgetragene Wettkampfserie im Skilanglauf, die am 14. Dezember 2003 mit dem La Sgambeda begann und am 20. März 2004 mit dem Birkebeinerrennet endete. Die Wettbewerbe wurden im Rahmen der Euroloppet-Serie bzw. Worldloppet-Serie veranstaltet. Die Gesamtwertung bei den Männern gewann Gianantonio Zanetel. Bei den Frauen wurde Cristina Paluselli in der Gesamtwertung erste.

## Männer

### Resultate
| 1. Skilanglauf-Marathon-Cup in Livigno – La Sgambeda | 1. Skilanglauf-Marathon-Cup in Livigno – La Sgambeda | 1. Skilanglauf-Marathon-Cup in Livigno – La Sgambeda | 1. Skilanglauf-Marathon-Cup in Livigno – La Sgambeda | 1. Skilanglauf-Marathon-Cup in Livigno – La Sgambeda |
| ---------------------------------------------------- | ---------------------------------------------------- | ---------------------------------------------------- | ---------------------------------------------------- | ---------------------------------------------------- |
| Datum                                                | Disziplin                                            | Erster Platz                                         | Zweiter Platz                                        | Dritter Platz                                        |
| 14. Dezember 2003                                    | 42 km Freistil                                       | Roberto De Zolt Ponte                                | Michail Botwinow                                     | Maurizio Pozzi                                       |

| 2. Skilanglauf-Marathon-Cup in Liberec – Isergebirgslauf | 2. Skilanglauf-Marathon-Cup in Liberec – Isergebirgslauf | 2. Skilanglauf-Marathon-Cup in Liberec – Isergebirgslauf | 2. Skilanglauf-Marathon-Cup in Liberec – Isergebirgslauf | 2. Skilanglauf-Marathon-Cup in Liberec – Isergebirgslauf |
| -------------------------------------------------------- | -------------------------------------------------------- | -------------------------------------------------------- | -------------------------------------------------------- | -------------------------------------------------------- |
| Datum                                                    | Disziplin                                                | Erster Platz                                             | Zweiter Platz                                            | Dritter Platz                                            |
| 11. Januar 2004                                          | 50 km klassisch                                          | Oskar Svärd                                              | Raul Olle                                                | Michail Botwinow                                         |

| 3. Skilanglauf-Marathon-Cup in Oberammergau – König-Ludwig-Lauf | 3. Skilanglauf-Marathon-Cup in Oberammergau – König-Ludwig-Lauf | 3. Skilanglauf-Marathon-Cup in Oberammergau – König-Ludwig-Lauf | 3. Skilanglauf-Marathon-Cup in Oberammergau – König-Ludwig-Lauf | 3. Skilanglauf-Marathon-Cup in Oberammergau – König-Ludwig-Lauf |
| --------------------------------------------------------------- | --------------------------------------------------------------- | --------------------------------------------------------------- | --------------------------------------------------------------- | --------------------------------------------------------------- |
| Datum                                                           | Disziplin                                                       | Erster Platz                                                    | Zweiter Platz                                                   | Dritter Platz                                                   |
| 1. Februar 2004                                                 | 55 km klassisch                                                 | Stanislav Řezáč                                                 | Jörgen Aukland                                                  | Mattias Svahn                                                   |

| 4. Skilanglauf-Marathon-Cup in Hayward – American Birkebeiner | 4. Skilanglauf-Marathon-Cup in Hayward – American Birkebeiner | 4. Skilanglauf-Marathon-Cup in Hayward – American Birkebeiner | 4. Skilanglauf-Marathon-Cup in Hayward – American Birkebeiner | 4. Skilanglauf-Marathon-Cup in Hayward – American Birkebeiner |
| ------------------------------------------------------------- | ------------------------------------------------------------- | ------------------------------------------------------------- | ------------------------------------------------------------- | ------------------------------------------------------------- |
| Datum                                                         | Disziplin                                                     | Erster Platz                                                  | Zweiter Platz                                                 | Dritter Platz                                                 |
| 21. Februar 2004                                              | 52 km Freistil                                                | Gianantonio Zanetel                                           | Stanislav Řezáč Roberto De Zolt Ponte                         |                                                               |

| 5. Skilanglauf-Marathon-Cup in Sälen – Wasalauf | 5. Skilanglauf-Marathon-Cup in Sälen – Wasalauf | 5. Skilanglauf-Marathon-Cup in Sälen – Wasalauf | 5. Skilanglauf-Marathon-Cup in Sälen – Wasalauf | 5. Skilanglauf-Marathon-Cup in Sälen – Wasalauf |
| ----------------------------------------------- | ----------------------------------------------- | ----------------------------------------------- | ----------------------------------------------- | ----------------------------------------------- |
| Datum                                           | Disziplin                                       | Erster Platz                                    | Zweiter Platz                                   | Dritter Platz                                   |
| 7. März 2004                                    | 90 km klassisch Massenstart                     | Anders Aukland                                  | Raul Olle                                       | Jörgen Aukland                                  |

| 6. Skilanglauf-Marathon-Cup in Samedan – Engadin Skimarathon | 6. Skilanglauf-Marathon-Cup in Samedan – Engadin Skimarathon | 6. Skilanglauf-Marathon-Cup in Samedan – Engadin Skimarathon | 6. Skilanglauf-Marathon-Cup in Samedan – Engadin Skimarathon | 6. Skilanglauf-Marathon-Cup in Samedan – Engadin Skimarathon |
| ------------------------------------------------------------ | ------------------------------------------------------------ | ------------------------------------------------------------ | ------------------------------------------------------------ | ------------------------------------------------------------ |
| Datum                                                        | Disziplin                                                    | Erster Platz                                                 | Zweiter Platz                                                | Dritter Platz                                                |
| 14. März 2004                                                | 42 km Freistil                                               | Christophe Perrillat-Collomb                                 | Gianantonio Zanetel                                          | Maurizio Pozzi                                               |

| 7. Skilanglauf-Marathon-Cup in Rena – Birkebeinerrennet | 7. Skilanglauf-Marathon-Cup in Rena – Birkebeinerrennet | 7. Skilanglauf-Marathon-Cup in Rena – Birkebeinerrennet | 7. Skilanglauf-Marathon-Cup in Rena – Birkebeinerrennet | 7. Skilanglauf-Marathon-Cup in Rena – Birkebeinerrennet |
| ------------------------------------------------------- | ------------------------------------------------------- | ------------------------------------------------------- | ------------------------------------------------------- | ------------------------------------------------------- |
| Datum                                                   | Disziplin                                               | Erster Platz                                            | Zweiter Platz                                           | Dritter Platz                                           |
| 20. März 2004                                           | 58 km klassisch                                         | Gianantonio Zanetel                                     | Odd-Bjørn Hjelmeset                                     | Silvio Fauner                                           |

### Gesamtwertung
| Rang | Name                  | Punkte |
| ---- | --------------------- | ------ |
| 001. | Gianantonio Zanetel   | 388    |
| 02.  | Silvio Fauner         | 303    |
| 03.  | Stanislav Řezáč       | 264    |
| 04.  | Raul Olle             | 250    |
| 05.  | Marco Cattaneo        | 220    |
| 06.  | Roberto De Zolt Ponte | 196    |
| 07.  | Jörgen Aukland        | 186    |
| 07.  | Michail Botwinow      | 186    |
| 09.  | Ivan Margaroli        | 173    |
| 10.  | Anders Hallingstad    | 162    |

| Rang | Name                         | Punkte |
| ---- | ---------------------------- | ------ |
| 11.  | Oskar Svärd                  | 150    |
| 11.  | Rune Torseth                 | 150    |
| 13.  | Maurizio Pozzi               | 120    |
| 14.  | Anders Aukland               | 100    |
| 14.  | Christophe Perrillat-Collomb | 100    |
| 16.  | Staffan Larsson              | 98     |
| 17.  | Odd-Bjørn Hjelmeset          | 80     |
| 17.  | Mattias Svahn                | 80     |
| 19.  | Henrik Eriksson              | 74     |
| 20.  | Juan Jesus Gutierrez         | 66     |

| Rang | Name                | Punkte |
| ---- | ------------------- | ------ |
| 21.  | Morten Brörs        | 59     |
| 22.  | Daniel Tynell       | 54     |
| 23.  | Norman Kostner      | 50     |
| 23.  | Carl Swenson        | 50     |
| 25.  | Jens Arne Svartedal | 45     |
| 26.  | Ivan Babikov        | 40     |
| 27.  | Peter Eden          | 36     |
| 27.  | Mark Gilbertsen     | 36     |
| 27.  | Markus Hasler       | 36     |
| 27.  | Stéphane Passeron   | 36     |

## Frauen

### Resultate
| 1. Skilanglauf-Marathon-Cup in Livigno – La Sgambeda | 1. Skilanglauf-Marathon-Cup in Livigno – La Sgambeda | 1. Skilanglauf-Marathon-Cup in Livigno – La Sgambeda | 1. Skilanglauf-Marathon-Cup in Livigno – La Sgambeda | 1. Skilanglauf-Marathon-Cup in Livigno – La Sgambeda |
| ---------------------------------------------------- | ---------------------------------------------------- | ---------------------------------------------------- | ---------------------------------------------------- | ---------------------------------------------------- |
| Datum                                                | Disziplin                                            | Erster Platz                                         | Zweiter Platz                                        | Dritter Platz                                        |
| 14. Dezember 2003                                    | 42 km Freistil                                       | Lara Peyrot                                          | Sofia Lind                                           | Annick Vaxelaire-Pierrel                             |

| 2. Skilanglauf-Marathon-Cup in Liberec – Isergebirgslauf | 2. Skilanglauf-Marathon-Cup in Liberec – Isergebirgslauf | 2. Skilanglauf-Marathon-Cup in Liberec – Isergebirgslauf | 2. Skilanglauf-Marathon-Cup in Liberec – Isergebirgslauf | 2. Skilanglauf-Marathon-Cup in Liberec – Isergebirgslauf |
| -------------------------------------------------------- | -------------------------------------------------------- | -------------------------------------------------------- | -------------------------------------------------------- | -------------------------------------------------------- |
| Datum                                                    | Disziplin                                                | Erster Platz                                             | Zweiter Platz                                            | Dritter Platz                                            |
| 11. Januar 2004                                          | 50 km klassisch                                          | Cristina Paluselli                                       | Ulrica Persson                                           | Kateřina Smutná                                          |

| 3. Skilanglauf-Marathon-Cup in Oberammergau – König-Ludwig-Lauf | 3. Skilanglauf-Marathon-Cup in Oberammergau – König-Ludwig-Lauf | 3. Skilanglauf-Marathon-Cup in Oberammergau – König-Ludwig-Lauf | 3. Skilanglauf-Marathon-Cup in Oberammergau – König-Ludwig-Lauf | 3. Skilanglauf-Marathon-Cup in Oberammergau – König-Ludwig-Lauf |
| --------------------------------------------------------------- | --------------------------------------------------------------- | --------------------------------------------------------------- | --------------------------------------------------------------- | --------------------------------------------------------------- |
| Datum                                                           | Disziplin                                                       | Erster Platz                                                    | Zweiter Platz                                                   | Dritter Platz                                                   |
| 1. Februar 2004                                                 | 55 km klassisch                                                 | Cristina Paluselli                                              | Sofia Lind                                                      | Lara Peyrot                                                     |

| 4. Skilanglauf-Marathon-Cup in Hayward – American Birkebeiner | 4. Skilanglauf-Marathon-Cup in Hayward – American Birkebeiner | 4. Skilanglauf-Marathon-Cup in Hayward – American Birkebeiner | 4. Skilanglauf-Marathon-Cup in Hayward – American Birkebeiner | 4. Skilanglauf-Marathon-Cup in Hayward – American Birkebeiner |
| ------------------------------------------------------------- | ------------------------------------------------------------- | ------------------------------------------------------------- | ------------------------------------------------------------- | ------------------------------------------------------------- |
| Datum                                                         | Disziplin                                                     | Erster Platz                                                  | Zweiter Platz                                                 | Dritter Platz                                                 |
| 21. Februar 2004                                              | 52 km Freistil                                                | Lara Peyrot                                                   | Cristina Paluselli                                            | Annick Vaxelaire-Pierrel                                      |

| 5. Skilanglauf-Marathon-Cup in Sälen – Wasalauf | 5. Skilanglauf-Marathon-Cup in Sälen – Wasalauf | 5. Skilanglauf-Marathon-Cup in Sälen – Wasalauf | 5. Skilanglauf-Marathon-Cup in Sälen – Wasalauf | 5. Skilanglauf-Marathon-Cup in Sälen – Wasalauf |
| ----------------------------------------------- | ----------------------------------------------- | ----------------------------------------------- | ----------------------------------------------- | ----------------------------------------------- |
| Datum                                           | Disziplin                                       | Erster Platz                                    | Zweiter Platz                                   | Dritter Platz                                   |
| 7. März 2004                                    | 90 km klassisch Massenstart                     | Sofia Lind                                      | Cristina Paluselli                              | Lara Peyrot                                     |

| 6. Skilanglauf-Marathon-Cup in Samedan – Engadin Skimarathon | 6. Skilanglauf-Marathon-Cup in Samedan – Engadin Skimarathon | 6. Skilanglauf-Marathon-Cup in Samedan – Engadin Skimarathon | 6. Skilanglauf-Marathon-Cup in Samedan – Engadin Skimarathon | 6. Skilanglauf-Marathon-Cup in Samedan – Engadin Skimarathon |
| ------------------------------------------------------------ | ------------------------------------------------------------ | ------------------------------------------------------------ | ------------------------------------------------------------ | ------------------------------------------------------------ |
| Datum                                                        | Disziplin                                                    | Erster Platz                                                 | Zweiter Platz                                                | Dritter Platz                                                |
| 14. März 2004                                                | 42 km Freistil                                               | Julija Tschepalowa                                           | Natascia Leonardi Cortesi                                    | Lara Peyrot                                                  |

| 7. Skilanglauf-Marathon-Cup in Rena – Birkebeinerrennet | 7. Skilanglauf-Marathon-Cup in Rena – Birkebeinerrennet | 7. Skilanglauf-Marathon-Cup in Rena – Birkebeinerrennet | 7. Skilanglauf-Marathon-Cup in Rena – Birkebeinerrennet | 7. Skilanglauf-Marathon-Cup in Rena – Birkebeinerrennet |
| ------------------------------------------------------- | ------------------------------------------------------- | ------------------------------------------------------- | ------------------------------------------------------- | ------------------------------------------------------- |
| Datum                                                   | Disziplin                                               | Erster Platz                                            | Zweiter Platz                                           | Dritter Platz                                           |
| 20. März 2004                                           | 58 km klassisch                                         | Annmari Viljanmaa                                       | Cristina Paluselli                                      | Sofia Lind                                              |

### Gesamtwertung
| Rang | Name                      | Punkte |
| ---- | ------------------------- | ------ |
| 1.   | Cristina Paluselli        | 530    |
| 2.   | Lara Peyrot               | 470    |
| 3.   | Sofia Lind                | 389    |
| 4.   | Annick Vaxelaire-Pierrel  | 336    |
| 5.   | Kateřina Smutná           | 150    |
| 6.   | Unni Ødegård              | 136    |
| 7.   | Natascia Leonardi Cortesi | 130    |

| Rang | Name               | Punkte |
| ---- | ------------------ | ------ |
| 8.   | Ulrica Persson     | 125    |
| 9.   | Julija Tschepalowa | 100    |
| 9.   | Annmari Viljanmaa  | 100    |
| 11.  | Dorota Dziadkowiec | 65     |
| 12.  | Marit Bjørgen      | 50     |
| 13.  | Sarah Konrad       | 45     |
| 13.  | Ine Wigernæs       | 45     |

| Rang | Name             | Punkte |
| ---- | ---------------- | ------ |
| 15.  | Nobuko Fukuda    | 40     |
| 15.  | Laurence Rochat  | 40     |
| 15.  | Olga Vasiljonok  | 40     |
| 18.  | Rebecca Dussault | 36     |
| 18.  | Kicki Eskilsson  | 36     |
| 18.  | Seraia Mischol   | 36     |